# São Miguel do Mato (Arouca)
Pour les articles homonymes, voir São Miguel do Mato.
São Miguel do Mato est une paroisse civile portugaise (en portugais : freguesia) de la municipalité d'Arouca dans le district d'Aveiro.

## Géographie
São Miguel do Mato est la paroisse la plus septentrionale de la municipalité d'Arouca. Elle est située à environ 25 km du siège de la municipalité.

## Histoire
São Miguel do Mato faisait partie de la municipalité de Fermedo, avant de rejoindre celle d'Arouca en 1855.

## Démographie
Lors du recensement de 2021, São Miguel do Mato compte 550 habitants.